# Герб Рихальського
Герб Риха́льського — офіційний символ села Рихальське Ємільчинського району Житомирської області, затверджений 18 жовтня 2002 р. рішенням III сесії Рихальської сільської ради IV скликання.
Автор — А. Гречило.

## Опис
На зеленому полі срібний лелека з чорним оперенням і червоним дзьобом та лапами, у правій лапі тримає конвалію із золотим стеблом і листками та срібними квітками, у відтятій соснопагоноподібно срібній главі три зелені шишки хмелю в один ряд. Щит обрамований золотим декоративним картушем і увінчаний золотою сільською короною.

## Значення символів
Лелека і конвалія є представниками місцевої фауни і флори, вони символізують Поліський регіон. Зелений колір і специфічне ділення щита означають розташування села поряд з густими лісами. Три шишки хмелю вказують на поширене вирощування цієї культури. Срібне поле символізує щирість, порядність і працьовитість місцевих мешканців.